# یک زن لعبت
یک زن لُعبت (ایتالیایی: Maman poupée) یک فیلم درام صامت ایتالیایی به کارگردانی کارمینه گالونه است که در سال ۱۹۱۹ منتشر شد. از بازیگران آن می‌توان به سوآوا گالونه اشاره کرد.